# Flabellum australe
Flabellum australe är en korallart som beskrevs av Henry Nottidge Moseley 1881. Flabellum australe ingår i släktet Flabellum och familjen Flabellidae. Inga underarter finns listade i Catalogue of Life.